# 1944년 미국 하원의원 선거
1944년 미국 하원의원 선거는 1944년 11월 7일 1944년 미국 대통령 선거와 1944년 미국 상원의원 선거와 같이 치러졌다. 민주당은 대선에서 프랭클린 루즈벨트 대통령이 3선에 성공함에 더불어 과반을 차지하고 의석수도 증가한다.

## 선거 결과

### 정당별 선거 결과
의석수
| 정당            | 의석수 |
| --------------- | ------ |
| 민주당          | 242석  |
| 공화당          | 191석  |
| 미국노동당      | 1석    |
| 위스콘신 진보당 | 1석    |
| 합계            | 435석  |

득표
| 정당            | 득표수     | 득표율 |
| --------------- | ---------- | ------ |
| 민주당          | 23,380,045 | 51.8%  |
| 공화당          | 21,256,035 | 47.1%  |
| 미국노동당      | 152,101    | 0.3%   |
| 위스콘신 진보당 | 108,068    | 0.2%   |
| 금주당          | 35,782     | 0.1%   |
| 기타            | 177,715    | 0.4%   |
| 총합            | 45,109,746 |        |